# Balmain
Pierre Balmain S.A., торговое название Balmain (Бальма́н)— французский дом высокой моды, основанный модельером Пьером Бальменом в Париже в 1945 году. В 2005 году название было сокращено до Balmain.
Начиная с 1987 года под этим же лейблом (с 2001 года — как Balmain) швейцарским концерном Swatch Group выпускаются швейцарские наручные часы.

## История
В 1945 году французский кутюрье Пьер Бальмен открыл в Париже свой первый бутик. Среди клиентов его дома высокой моды были Вивьен Ли, Жан-Поль Бельмондо, Кэтрин Хепбёрн, Марлен Дитрих, Бриджит Бардо, Софи Лорен, Дженифер Джонс. С 1970-х годов компания начала выпуск парфюмерии и аксессуаров.
В 1993—2002 годах во главе дома стоял американский модельер Оскар де ла Рента. После его ухода с поста художественного руководства, Pierre Balmain перестал участвовать в показах высокой моды.
В 2005 году во главе дома стал модельер Кристоф Декарнен. Работая над своей первой коллекцией, он принял решение переименовать бренд в Balmain для более легкого произношения.
В 2011 году главным модельером дома был назначен Оливье Рустен, работавший ассистентом Декарнена с 2009 года. По собственному признанию модельера, он обожает гламур. Его интерпретацию стиля Balmain отличают сверкающий декор, обилие перьев, замысловатые вышивки с использованием жемчуга, бисера и стекляруса, а также рельефное шитьё золотыми и серебряными нитями. Осенняя коллекция 2012 года была инспирирована изделиями Карла Фаберже.
Рустен работал над созданием костюмов для балета хореографа Себастьена Берто «Возрождение», премьера которого состоялась в парижской Опере 13 июня 2017 года.
Летом 2018 года «лицом» модного дома стала актриса Милла Йовович. Тогда же к рекламной кампании осенне-зимней коллекции были привлечены танцовщик Сергей Полунин и Дафна Гиннесс.
В 2018 году Оливье Рустен решил, что Balmain должен вновь вернуться в мир высокой моды. Его первая коллекция от-кутюр «весна-лето — 2019» была представлена в Париже в январе 2019 года.

## Часовой бренд
В 1987 году швейцарская компания Swatch Group приобрела эксклюзивные права на производство и дистрибуцию часов под маркой Pierre Balmain, в 1995 году она выкупила все права на торговое наименование часов.
В 1998 году компания Pierre Balmain начала первый серийный выпуск миниатюрного женского хронографа, а через год также впервые начала выпуск прямоугольных титановых хронографов. В 2000 году была выпущена модель с зеркалом из отполированной стали, спрятанным в корпусе часов, а в 2001 году дизайнеры марки представили на выставке в Базеле первые в мире часы в форме кошачьего глаза.
Начиная с 2001 года название бренда было сокращено, и часы стали выпускаться под названием Balmain.
Официальным лицом марки является мисс Швейцария-2007 Аманда Амманн.